# الجمل و النصره لسید العتره فی حرب البصره
ال‍ج‍م‍ل و ال‍ن‍ص‍ره ل‍س‍ی‍د ال‍ع‍ت‍ره ف‍ی ح‍رب ال‍ب‍ص‍ره‌ یا ال‍ج‍م‍ل، ال‍ن‍ص‍ره ف‍ی ح‍رب ال‍ب‍ص‍ره‌ یا ال‍ج‍م‍ل‌ (فارسی: جمل و پیروزی در جنگ بصره) یکی از کتاب‌های تاریخی-کلامی شیخ مفید است که دربارهٔ نبرد جمل و آرای گوناگون کلامی و حوادث این جنگ نگاشته شده‌است.

## نویسنده
محمد بن محمد بن نعمان معروف به شیخ مفید یکی از فقها و محدثان نامی شیعه است که در سال ۳۳۸ هجری قمری زاده شد. این دانشمند قرن چهارم هجری یکی از کسانی بود که در سیره‌نویسی، کوشش بسیاری داشت و یکی از آثار وی در تاریخ و سیره‌نویسی همین کتاب (الجمل) است.

## محتوای کتاب
گفته می‌شود که شیخ این کتاب را به درخواست فردی نگاشته‌است. شیخ مفید اعتقاد داشت کتاب‌هایی که پیش تر دربارهٔ جنگ جمل نوشته شده بودند آشفته و پر از اشتباهات فراوان اند و حقیقت در آن‌ها گم شده‌است. او این کتاب را در دو بخش تنظیم کرده‌است. در بخش اول، این واقعه از جنبه کلامی بررسی شده‌است و در بخش دوم، به تاریخ آن و گزارش این واقعه پرداخته‌است.

## ویژگی‌های کتاب
این کتاب تنها کتابی محسوب می‌شود که فاصله زمانی کمی با جنگ جمل دارد. در عین حال یکی از کتبی است که این جنگ را به صورت کامل روایت کرده‌است. شیخ مفید در این کتاب به بیعت فردی به نام کلیب نیز اشاره کرده‌است که به سبب رفتار آزادمنشانه علی بن ابی‌طالب بوده‌است. همچنین شیخ مفید در این کتاب به شیوه نظارتی علی بن ابی‌طالب در حکومت نیز اشاره کرده‌است. همچنین این کتاب سرشار از استدلال‌های منطقی است و نکات تاریخی در آن به وفور دیده می‌شود. از دیگر ویژگیهای کتاب می‌توان به موارد زیر اشاره نمود:
1. نویسنده کتاب، شیخ مفید، از بزرگ‌ترین و برجسته‌ترین اندیشمندان جهان اسلام و از راویان بزرگ حدیث به‌شمار می‌آید؛ مخصوصاً با توجه به این نکته که وی این کتاب را در اواخر عمر (اوج شهرت علمی وی) نگاشته‌است.
2. این کتاب، حلقه‌ای ارزشمند میان پژوهشگران معاصر و بسیاری از منابع مهم تاریخی است که به دست پژوهشگران معاصر نرسیده و در اختیار نویسنده کتاب بوده‌است، مانند کتاب جمل، نوشته ابومخنف، کتاب جمل واقدی، کتاب جمل مداینی، کتاب جمل ثقفی و بسیاری از کتابهای ارزشمند تاریخی که از طریق این کتاب می‌توان از محتوای آنها مطلع شد.[۵]
3. این کتاب، در نوع و سبک خود نمونه و بی‌نظیر است و بسیار کامل به جزئیات حوادث پرداخته و تمام زوایای جریان را مورد بررسی قرار داده‌است.
4. شیخ مفید، بدون هیچ‌گونه تعصب، تمام نظریات و سخنان را با امانت کامل آورده، حتی سخنان مخالفین علی بن ابی‌طالب را نیز آورده و این خود بر ارزش و اعتبار کتاب می‌افزاید. نویسنده در این کتاب، به بسیاری از منابع مهم اهل سنت نیز اشاره دارد.
5. نگارنده در این کتاب به روایات و سخنانی از علی بن ابی‌طالب اشاره دارد که در دیگر کتابهای روایی پژوهشگران اخیر موجود نمی‌باشد و این دلیل بر آن است که نگارنده به منابعی که به دست ایشان نرسیده، دسترسی داشته‌است.

## ترجمه کتاب
این کتاب توسط دکتر محمود مهدوی دامغانی به فارسی ترجمه و در سال ۱۳۶۷ چاپ شده‌است. هم چنین این کتاب به زبان فرانسوی نیز ترجمه شده‌است.